# منتخب الإكوادور لاتحاد الرغبي
منتخب الإكوادور الوطني لاتحاد الرغبي (بالإسبانية: Selección de rugby de Ecuador)‏ هو ممثل الإكوادور الرسمي في المنافسات الدولية في اتحاد الرغبي .